# Chiesetta di San Vito
La chiesetta di san Vito è un edificio religioso, la cui costruzione risale prima del XIII secolo, situato in località Cortelline sulle colline del comune di Bardolino, in provincia di Verona. 

## Descrizione

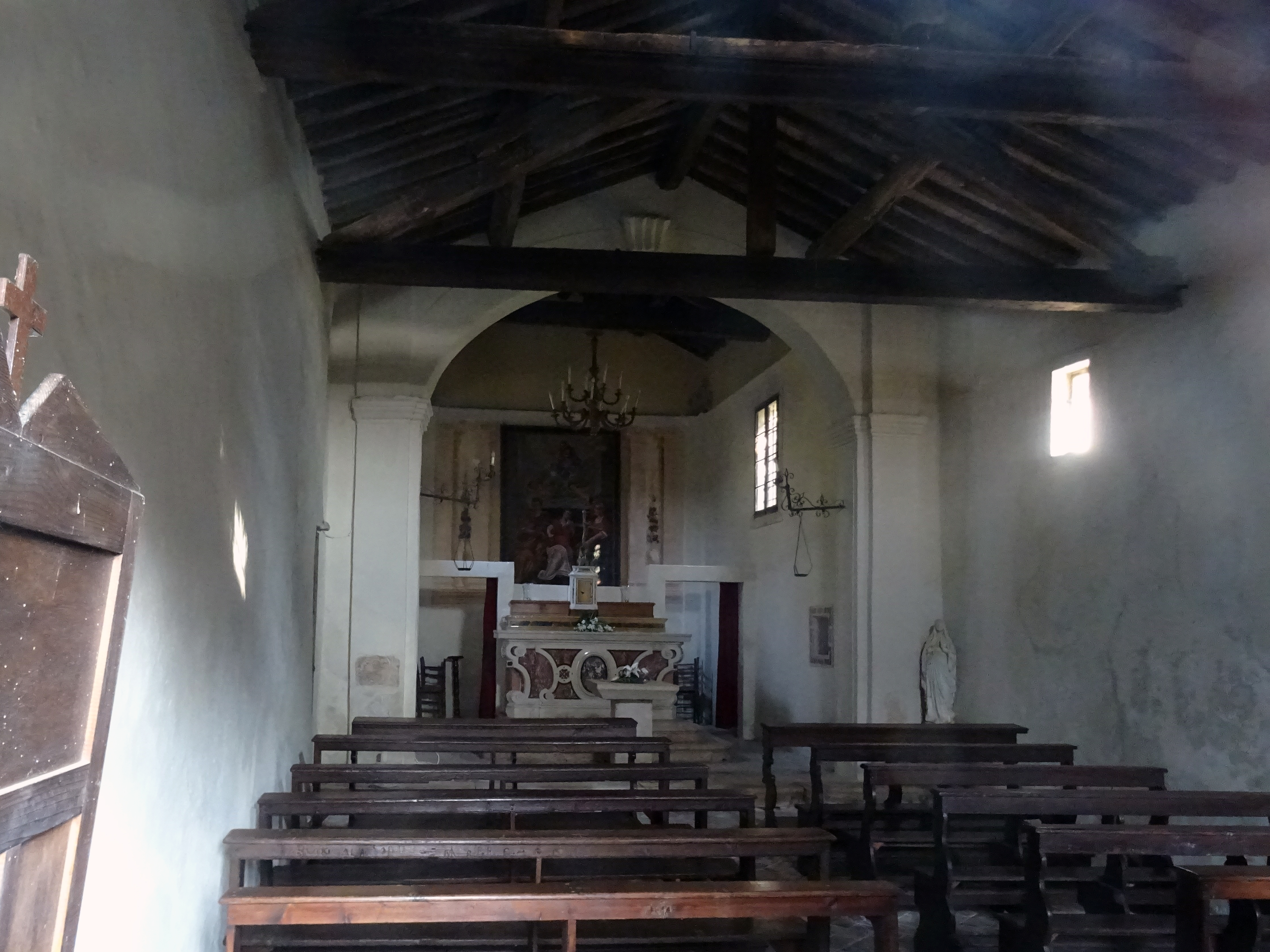
Interno

La data di edificazione della chiesa è difficile da definire. Sembra che sia sorta sui ruderi di un'antica villa romana. Nonostante i rifacimenti del coro e della facciata avvenuti nel 1714, conserva ancora tratti della sua struttura altomedievale. Altri autori pongono gran parte della struttura nel XIII secolo o anche prima. Sicuramente il campanile, tipicamente romanico, è ascrivibile al XII secolo. Sulla sua sommità presente una cella campanaria dotata di quattro bifore sorrette da colonnine con capitelli a stampella.